# Hartmut Wortmann
Hartmut Wortmann (* 1932 in der Eifel) ist ein deutscher Lehrer, Komponist und Herausgeber von Kinderliedern.
Hartmut Wortmann veröffentlichte in der Frühzeit des Neuen Geistlichen Liedes gemeinsam mit Hermann Bergmann zahlreiche Lieder und Messen.
Er komponierte auch Chansons für Pater Heinz Perne wie Nun ruht die Arbeit (O Herr, der Tag war lang), Wir bringen dir, o guter Gott (Texte von Hans-Georg Pappe). Sein Lied Guter Gott, dankeschön (Text: Hermann Bergmann) wurde unter Nr. 618 in den Regionalteil mancher Evangelischer Gesangbücher und ins Gesangbuch Wo wir dich loben, wachsen neue Lieder - plus Nr. 48, aufgenommen.

## Publikationen
- Pfälzer Kindermesse ("Es läuten alle Glocken", "Die Sonne hoch am Himmelszelt", "Alles, was wir haben", "Unser Lied nun erklingt", "Mein Heiland Jesus Christ", "Guter Gott, danke schön")[3]
- Frankfurter Jugendmesse; Text: Hermann Bergmann (1977)[4]
- Heidelberger Kindermesse
- Lass die Kleinen singen: Kindermesse für das Hauptschulalter
- Kinder loben Gott: Kindermesse für das Hauptschulalter; Text: Hans-Georg Pappe (1977)[5]
- Saarländer Kindermesse
- Mülheimer Jugendmesse; Text: Hermann Bergmann (1977)[6]